# دبليو. روبرت غريدي
دبليو. روبرت غريدي (بالإنجليزية: W. Robert Grady)‏ هو سياسي أمريكي، ولد في 30 أبريل 1950. انتخب عضو مجلس نواب كارولينا الشمالية.